# 薄瓣节节菜
薄瓣节节菜（学名：Rotala pentandra）为千屈菜科节节菜属下的一个种。

## 扩展阅读
- 維基物種上的相關：薄瓣节节菜